# Lavallée
Lavallée ist eine französische Gemeinde mit 87 Einwohnern (Stand 1. Januar 2022) im Département Meuse in der Region Grand Est (vor 2016 Lothringen). Sie gehört zum Arrondissement Commercy und zum Kanton Dieue-sur-Meuse.

## Geografie
Die Gemeinde liegt etwa 14 Kilometer ostnordöstlich von Bar-le-Duc im Zentrum des Départements Meuse am Flüsschen Ruisseau de Lavallée. Die Gemeinde besteht aus dem Ort Lavallée und wenigen weiteren Häusern. Weite Teile im Westen und Süden der Gemeinde sind bewaldet. Das bedeutendste Waldgebiet trägt den Namen Bois du Grand Canton. An der nordwestlichen Gemeindegrenze liegt ein Windpark. Nachbargemeinden sind Levoncourt im Norden, Lignières-sur-Aire im Osten, Dagonville im Südosten, Salmagne und Loisey im Süden, Géry im Süden und Südwesten sowie Érize-Saint-Dizier im Westen.

## Geschichte
Der Name der heutigen Gemeinde wurde im 10. Jahrhundert unter dem lateinischen Namen Vallis erstmals in einem Dokument erwähnt. Im Mittelalter gehörte die Gemeinde zum Gebiet des Herzogtums Bar und danach zum Herzogtum Lothringen. Genauer zum Amt (Bailliage) Bar. Mit dieser Herrschaft fiel Lavallée 1766 an Frankreich. Bis zur Französischen Revolution lag die Gemeinde im Grand-gouvernement de Lorraine-et-Barrois. Von 1793 bis 1801 war die Gemeinde dem Distrikt Commercy zugeteilt und Teil des Kantons Dagonville. Und von 1801 bis 2015 Teil des Kantons Pierrefitte-sur-Aire. Seit 1801 ist Lavallée dem Arrondissement Commercy zugeordnet.

### Bevölkerungsentwicklung
| Jahr      | 1962 | 1968 | 1975 | 1982 | 1990 | 1999 | 2006 | 2011 | 2019 |
| Einwohner | 91   | 91   | 85   | 84   | 83   | 82   | 94   | 96   | 95   |

Quellen: Cassini (Volkszählungen bis 1999) und INSEE (offizielle Schätzungen per 1. Januar ab 2006)

## Sehenswürdigkeiten
- Kirche Saint-Maurice aus dem Jahr 1862
- Denkmal für die Gefallenen[4]
- Drei Wegkreuze: südlich des Dorfs an der D120, nördlich des Dorfs an der D161 und an der D11 im Osten der Gemeinde

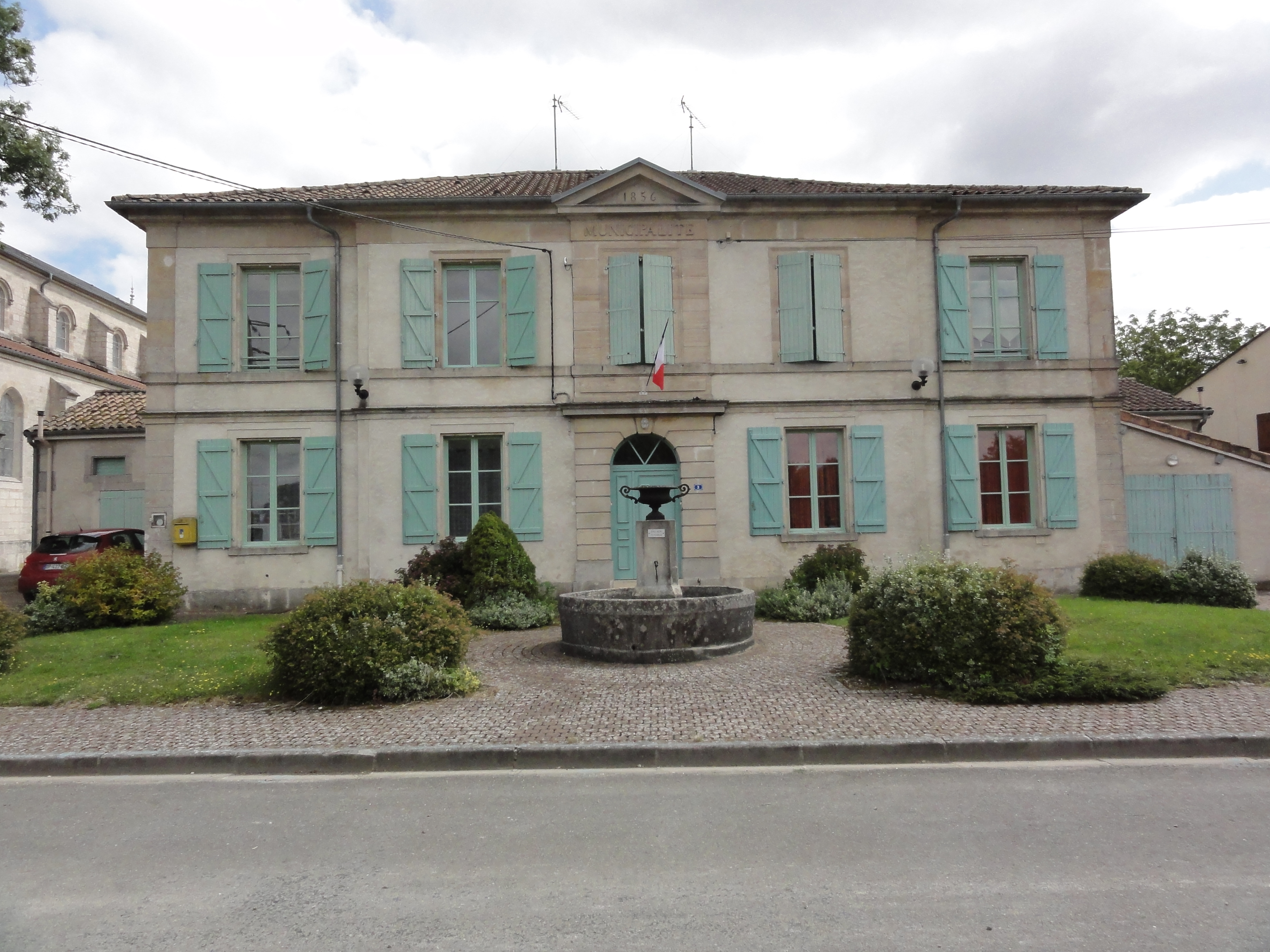
Rathaus (Mairie) von Lavallée
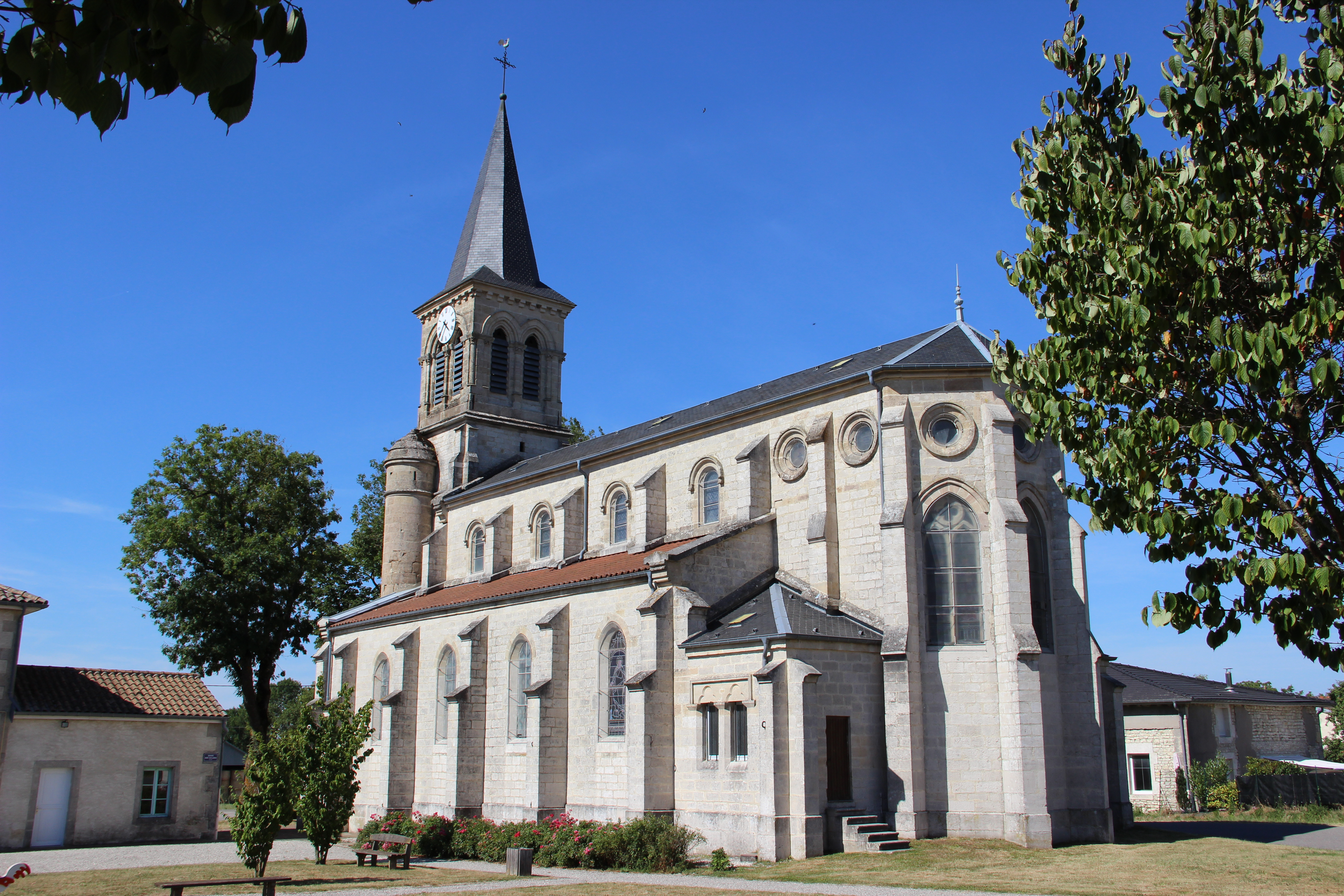
Kirche Saint-Maurice
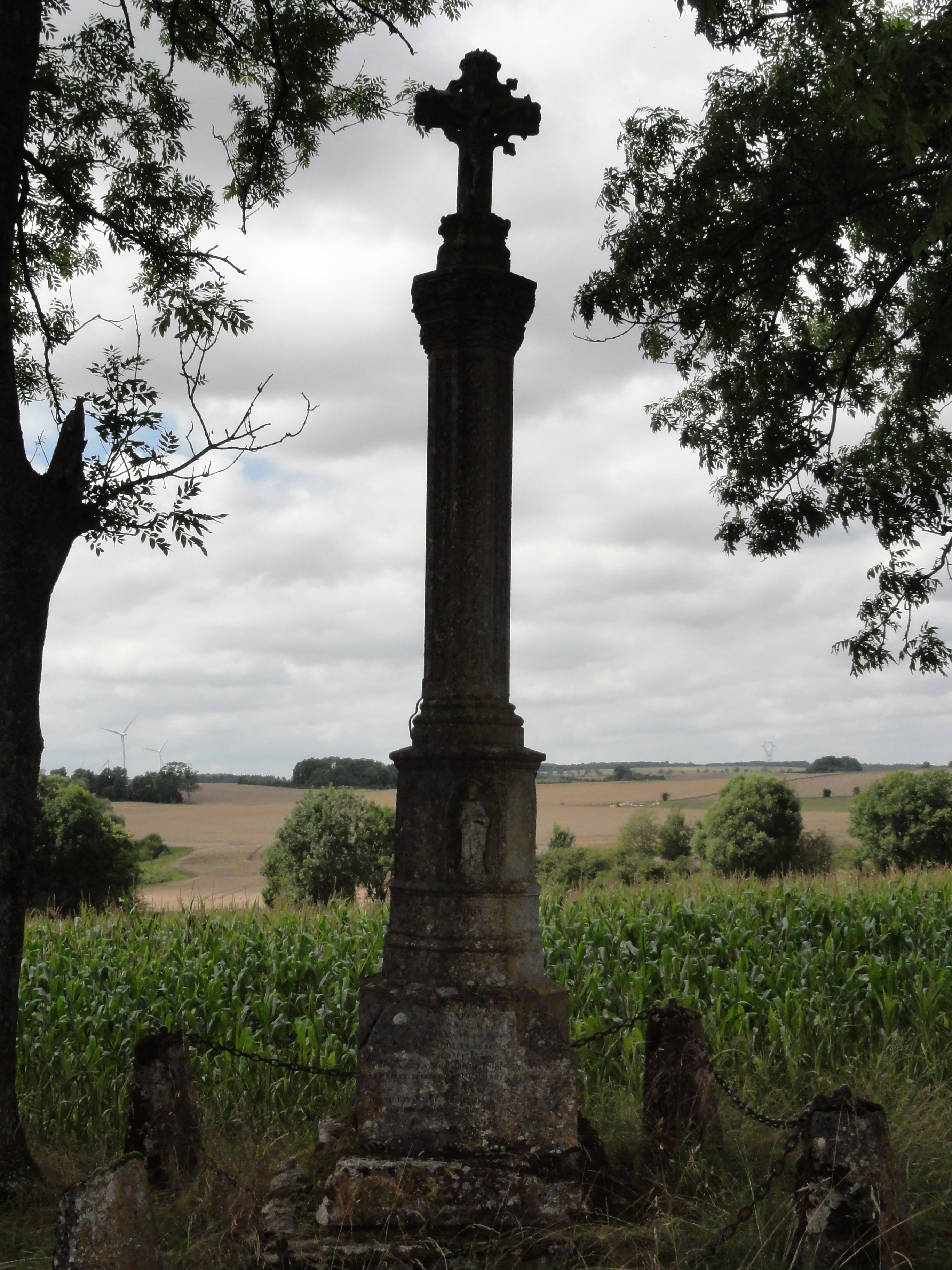
Landschaft und Wegkreuz bei Lavallée
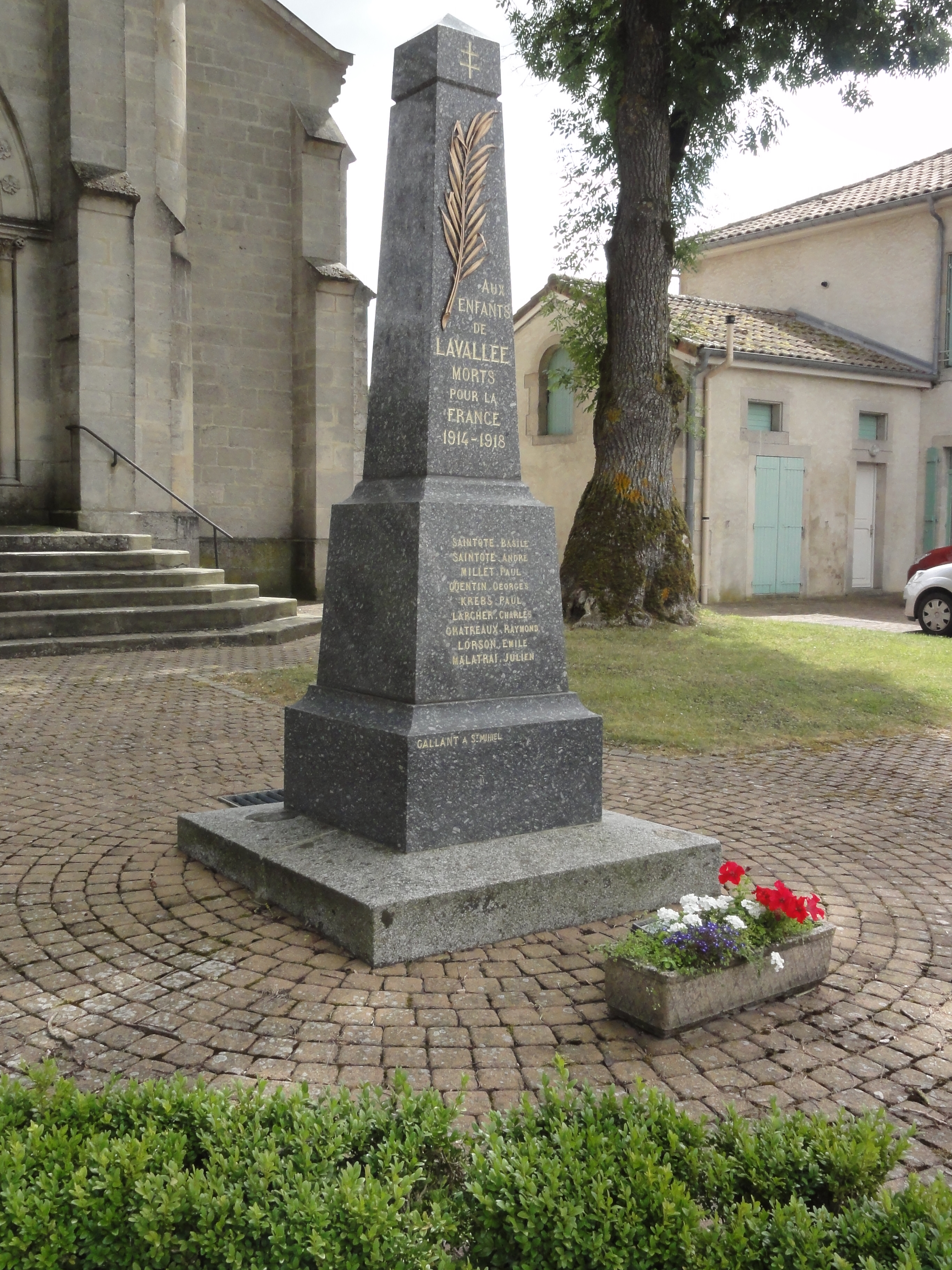
Denkmal für die Gefallenen
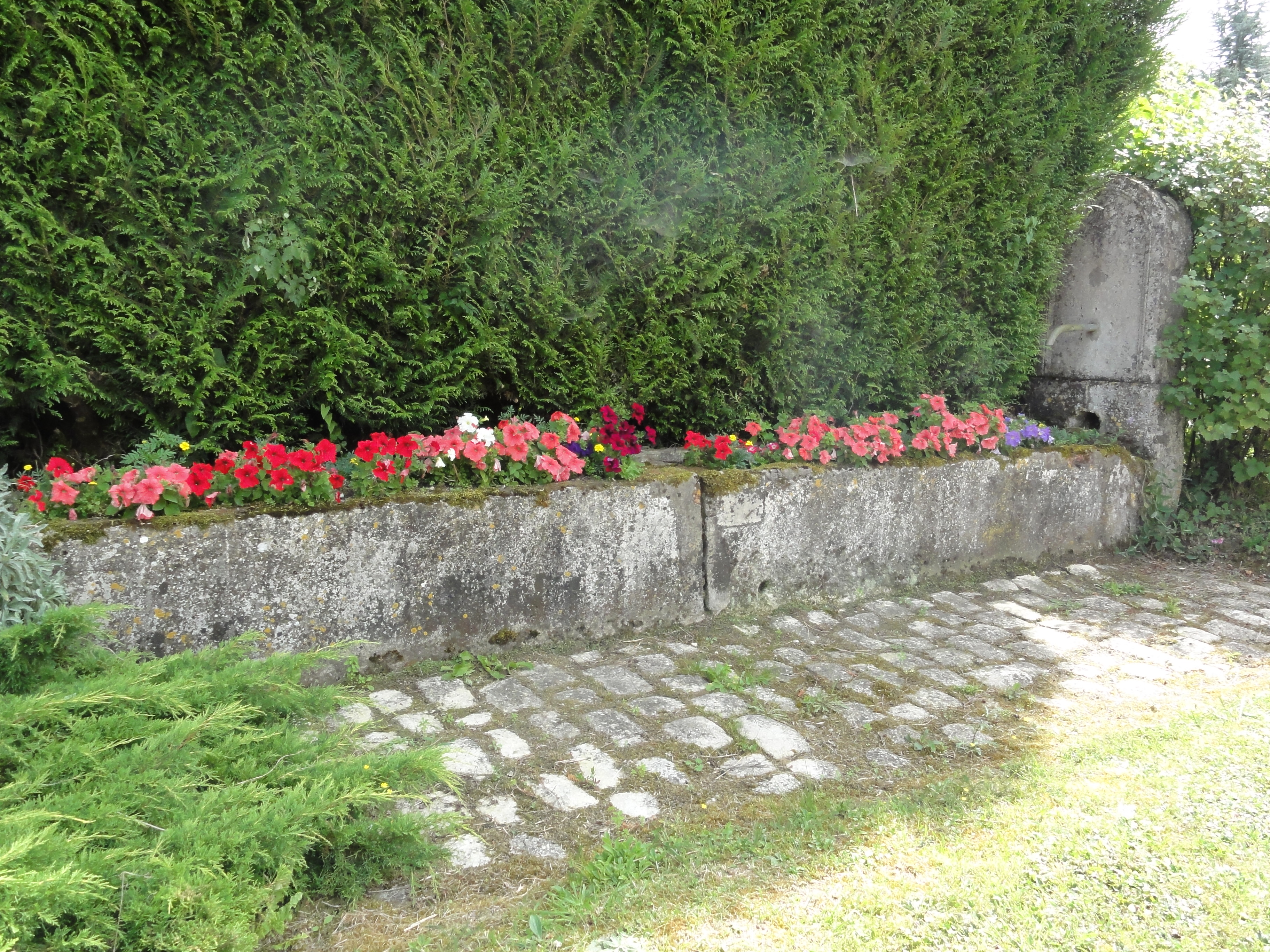
Mit Blumen gefüllter Dorfbrunnen